# وليام شارمان
وليام شارمان (بالإنجليزية: William Sharman) مواليد 12 سبتمبر 1984 في لاغوس، هو عداء بريطاني متخصص في 110 متر حواجز. أفضل رقم شخصي له هو 13.16 ث (110 م).

## الميداليات
| الميدالية | المسابقة                       |
| --------- | ------------------------------ |
| فضية      | بطولة أوروبا لألعاب القوى 2014 |
| فضية      | دورة ألعاب الكومنولث 2010      |
| فضية      | دورة ألعاب الكومنولث 2014      |

## روابط خارجية
- وليام شارمان على موقع الاتحاد الدولي لألعاب القوى (الإنجليزية)
- وليام شارمان على موقع ThePowerOf10.info (الإنجليزية)
- وليام شارمان على موقع الدوري الماسي (الإنجليزية)
- وليام شارمان على موقع IBSF (الإنجليزية)
- وليام شارمان على موقع اللجنة الأولمبية الدولية (الإنجليزية)
- وليام شارمان على موقع اتحاد ألعاب الكومنولث (مؤرشف) (الإنجليزية)